# Detroit Lions 2025
La stagione 2025 dei Detroit Lions sarà la 95ª della franchigia nella National Football League e la quinta con Dan Campbell come capo-allenatore.

## Scelte nel Draft 2025
| Scelte dei Lions nel Draft 2025 |        |                 |       |             |
| Giro                            | Scelta | Giocatore       | Ruolo | College     |
| 1                               | 28     | Tyleik Williams | DT    | Ohio State  |
| 2                               | 57     | Tate Ratledge   | G     | Georgia     |
| 3                               | 70     | Isaac TeSlaa    | WR    | Arkansas    |
| 5                               | 171    | Miles Frazier   | G     | LSU         |
| 6                               | 196    | Ahmed Hassanein | DE    | Boise State |
| 7                               | 230    | Dan Jackson     | S     | Georgia     |
| 7                               | 244    | Dominic Lovett  | WR    | Georgia     |

## Staff
| Staff dei Detroit Lions |
| --- |
| Organi dirigenziali - Proprietaria – Sheila Ford Hamp - Vice chairpeople – William Clay Ford Jr., Martha Ford Morse e Elizabeth Ford Kontulis - President/amministratore delegato – Rod Wood - Vice presidente esecutivo & general manager – Brad Holmes - Chief operating officer – Mike Disner - Assistente speciale/chairperson – Chris Spielman - Assistente general manager – Ray Agnew - Direttore degli osservatori – Dwayne Joseph - Direttore degli osservatori del college – Brian Hudspeth - Direttore dell'avanzamento degli osservatori – Mike Martin - Direttore degli osservatori dei professionisti – Rob Lohman - Dirigente del personale senior – John Dorsey Capo allenatore - Capo-allenatore – Dan Campbell - Assistente capo-allenatore/wide receiver – Scottie Montgomery Altri allenatori - Direttore delle prestazioni sportive – Mike Clark - Direttore della scienza sportiva – Jill Costanza - Preparatore atletico – Josh Schuler - Assistente p.a. – Corey Smith Allenatori dell'attacco - Coordinatore offensivo – John Morton - Coordinatore gioco sui passaggi – David Shaw - Quarterback – Mark Brunell - Running back – Tashard Choice - Tight end – Tyler Roehl - Assistente tight end – Seth Ryan - Coordinatore gioco sulle corse/offensive line – Hank Fraley - Assistente offensive line – Steve Oliver - Assistente attacco – Bruce Gradkowski - Assistente attacco – Marques Tuiasosopo - Controllo qualità attacco – Justin Mesa Allenatori della difesa - Coordinatore difensivo – Kelvin Sheppard - Coordinatore gioco sulle corse/defensive line – Kacy Rodgers - Linebacker – Shaun Dion Hamilton - Coordinatore gioco sui passaggi/defensive back – Deshea Townsend - Assistente difesa senior/outside linebacker – David Corrao - Assistente difesa – Caleb Collins - Assistente difesa – August Mangin - Assistente difesa/safety – Jim O'Neil - Controllo qualità difesa – Dré Thompson Allenatori dello special team - Coordinatore degli special team – Dave Fipp - Assistente special team – Jett Modkins |

## Roster
| Roster dei Detroit Lions |
| --- |
| Quarterback - 16 Jared Goff - 2 Hendon Hooker Running Back - 26 Jahmyr Gibbs - 5 David Montgomery - 13 Craig Reynolds - 33 Sione Vaki Wide Receiver - 11 Kalif Raymond - 14 Amon-Ra St. Brown - 83 Isaiah Williams - 9 Jameson Williams Tight End - 43 Parker Hesse - 87 Sam LaPorta - 89 Brock Wright Offensive Linemen - 74 Kayode Awosika G - 68 Taylor Decker T - 60 Graham Glasgow G - 59 Giovanni Manu T - 62 Michael Niese G - 77 Frank Ragnow C - 58 Penei Sewell T - 70 Dan Skipper T - 75 Colby Sorsdal T - 71 Kevin Zeitler G Defensive Linemen - 92 Marcus Davenport DE - 97 Aidan Hutchinson DE - 54 Alim McNeill DT - 91 Levi Onwuzurike DT - 93 Josh Paschal DE - 98 D.J. Reader DT - 94 Mekhi Wingo DT Linebacker - 34 Alex Anzalone ILB - 55 Derrick Barnes ILB - 46 Jack Campbell ILB - 41 James Houston OLB - 51 Ben Niemann ILB - 53 Trevor Nowaske ILB - 42 Jalen Reeves-Maybin ILB - 44 Malcolm Rodriguez ILB Defensive Back - 0 Terrion Arnold CB - 32 Brian Branch CB - 23 Carlton Davis CB - 30 Khalil Dorsey CB - 12 Brandon Joseph FS - 31 Kerby Joseph SS - 6 Ifeatu Melifonwu FS - 15 Ennis Rakestraw Jr. CB - 21 Amik Robertson CB - 24 Loren Strickland SS - 29 Kindle Vildor CB Special Team - 39 Jake Bates K - 3 Jack Fox P - 49 Hogan Hatten LS Lista delle riserve - 61 David Bada DT (Waived/injured) - -- Michael Badgley K (IR) - 79 John Cominsky DE (IR) - 76 Connor Galvin T (IR) - 18 Antoine Green WR (IR) - 57 Nate Lynn OLB (IR) - 73 Christian Mahogany G (NF-Inj.) - 99 Brodric Martin DT (IR) - 4 Emmanuel Moseley CB (IR) - 52 Netane Muti G (IR) - 10 Tre'Quan Smith WR (IR) Squadra di allenamento - 50 Mitchell Agude OLB - 65 Kingsley Eguakun C - 18 Jake Fromm QB - 25 Erick Hallett SS - 28 Jermar Jefferson RB - 72 Jamarco Jones T - 85 Tom Kennedy WR - 82 James Mitchell TE - 95 Pat O'Connor DE - 17 Tim Patrick WR - 96 Kyle Peko DT - 19 Donovan Peoples-Jones WR - 8 Allen Robinson WR - 90 Chris Smith DT - 45 Isaac Ukwu DE - 84 Shane Zylstra TE Roster aggiornato al 6 settembre 2024 52 attivi, 11 inattivi, 16 nella squadra di allenamento |
| Legenda - I rookie sono in corsivo. - Il primo ruolo è il principale mentre gli eventuali successivi indicano i ruoli secondari. - (IR) sta per Injured Reserve ed indica la lista ristretta per un solo giocatore infortunato che può tornare ad allenarsi dopo la settimana 6 e a rientrare in prima squadra dopo che questa ha giocato 8 partite. - (NF-Inj.) / (NF-Ill.) stanno rispettivamente per Non-Football Injured e Non-Football Illness ed indicano le liste dove viene inserito un giocatore che ha un infortunio o una malattia non dipendente dal football americano. - (PUP) sta per Physically Unable to Perform ed indica la lista dove viene inserito un giocatore mentre è in attesa di recuperare la condizione fisica. Nella stagione regolare dopo la sesta partita giocata dalla propria squadra, il giocatore ha tempo tre settimane per riprendere ad allenarsi, più tre settimane aggiuntive dal suo rientro agli allenamenti per rientrare in prima squadra. |

## Precampionato
Il 23 aprile 2025 la NFL annunciò che i Lions avrebbero affrontato i Los Angeles Chargers il 31 luglio 2025 nella partita del Pro Football Hall of Fame. Il 14 maggio 2025 furono annunciate le altre gare del precampionato.
| Precampionato     |           |           |                      |           |        |                                                   |                  |         |
| Settimana         | Data      | Ora (ET)  | Avversario           | Risultato | Record | Stadio                                            | TV               | Sintesi |
| Hall of Fame Game | 31 luglio | 8:00 p.m. | Los Angeles Chargers | S 7-34    | 0-1    | Tom Benson Hall of Fame Stadium (Canton, in Ohio) | NBC              | Sintesi |
| 1                 | 8 agosto  | 7:00 p.m. | @ Atlanta Falcons    | V 17-10   | 1-1    | Mercedes-Benz Stadium                             | Lions TV Network | Sintesi |
| 2                 | 16 agosto | 1:00 p.m. | Miami Dolphins       | S 17-24   | 1-2    | Ford Field                                        | Lions TV Network | Sintesi |
| 3                 | 23 agosto | 1:00 p.m. | Houston Texans       | -         | -      | Ford Field                                        | Lions TV Network | -       |

## Stagione regolare
Il calendario della stagione regolare fu reso noto il 14 maggio 2025.

### Calendario
| Stagione regolare |                    |                    |                           |                    |                    |                         |                    |                    |
| Settimana         | Data               | Ora (ET)           | Avversario                | Risultato          | Record             | Stadio                  | TV                 | Sintesi            |
| 1                 | 7 settembre        | 4:25 p.m.          | @ Green Bay Packers       | -                  | -                  | Lambeau Field           | CBS                | -                  |
| 2                 | 14 settembre       | 1:00 p.m.          | Chicago Bears             | -                  | -                  | Ford Field              | Fox                | -                  |
| 3                 | 22 settembre       | 8:15 p.m.          | @ Baltimore Ravens (M)    | -                  | -                  | M&T Bank Stadium        | ESPN/ABC           | -                  |
| 4                 | 28 settembre       | 1:00 p.m.          | Cleveland Browns          | -                  | -                  | Ford Field              | Fox                | -                  |
| 5                 | 5 ottobre          | 4:25 p.m.          | @ Cincinnati Bengals      | -                  | -                  | Paycor Stadium          | Fox                | -                  |
| 6                 | 12 ottobre         | 8:20 p.m.          | @ Kansas City Chiefs (S)  | -                  | -                  | Arrowhead Stadium       | NBC                | -                  |
| 7                 | 20 ottobre         | 7:00 p.m.          | Tampa Bay Buccaneers (M)  | -                  | -                  | Ford Field              | ESPN/ABC           | -                  |
| 8                 | Settimana di pausa | Settimana di pausa | Settimana di pausa        | Settimana di pausa | Settimana di pausa | Settimana di pausa      | Settimana di pausa | Settimana di pausa |
| 9                 | 2 novembre         | 1:00 p.m.          | Minnesota Vikings         | -                  | -                  | Ford Field              | Fox                | -                  |
| 10                | 9 novembre         | 4:25 p.m.          | @ Washington Commanders   | -                  | -                  | Northwest Stadium       | Fox                | -                  |
| 11                | 16 novembre        | 8:20 p.m.          | @ Philadelphia Eagles (S) | -                  | -                  | Lincoln Financial Field | NBC                | -                  |
| 12                | 23 novembre        | 1:00 p.m.          | New York Giants           | -                  | -                  | Ford Field              | Fox                | -                  |
| 13                | 30 novembre        | 1:00 p.m.          | Green Bay Packers (T)     | -                  | -                  | Ford Field              | Fox                | -                  |
| 14                | 4 dicembre         | 8:15 p.m.          | Dallas Cowboys (T)        | -                  | -                  | Ford Field              | Prime Video        | -                  |
| 15                | 14 dicembre        | 4:25 p.m.          | @ Los Angeles Rams        | -                  | -                  | SoFi Stadium            | Fox                | -                  |
| 16                | 21 dicembre        | 4:25 p.m.          | Pittsburgh Steelers       | -                  | -                  | Ford Field              | CBS                | -                  |
| 17                | 25 dicembre        | 4:30 p.m.          | @ Minnesota Vikings (T)   | -                  | -                  | U.S. Bank Stadium       | Netflix            | -                  |
| 18                | 4 gennaio          | Da def.            | @ Chicago Bears           | -                  | -                  | Soldier Field           | Da def.            | -                  |

Note:
- Gli avversari della propria division sono in grassetto.
- Il simbolo "@" indica una partita giocata in trasferta.
- (M) indica il Monday Night Football, (T) il Thursday Night Football e (S) il Sunday Night Football.
- Dall'undicesimo al diciassettesimo turno si adotta una programmazione flessibile: le partite del Sunday Night Football, del Monday Night Football e del Thursday Night Football sono programmate in via provvisoria e sono eventualmente soggette a modifiche.
- Data e orario della gara del diciottesimo turno saranno stabilite dopo lo svolgimento del diciassettesimo turno.